# Tony Cadena
Tony Cadena, Nome artístico de Anthony Brandenburg (Oakland (Califórnia), 24 de Fevereiro de 1963), é um vocalista, compositor e poeta estadunidense. Seu trabalho mais conhecido foi na banda americana Adolescents, no qual é o único membro que se manteve em todas formações da banda.

## História
A carreira musical de Tony começou com uma banda extremamente tosca que ele formou no ensino médio, em que ele tocava batucando em potes e além disso escrevia as letras. Essa banda ensaiava na garagem de sua casa porém acabou logo em seguida da formação. Em 1979, com 16 anos, Tony formou o The Adolescents com Steve Soto quando eles conversavam no fim dum concerto do Agent Orange em Santa Ana, California. A banda lançou a primeira música no programa chamado "Rodney on the Roq" em 1980 que é a principal do primeiro disco da banda The Adolescents e um EP em 1981, mas depois de um ano a banda se separou. Cadena então passou pelas bandas The Abandoned e God Riots 73.
Em 1986, estava novamente tocando com o Adolescents, assumindo o nome artístico "Tony Montana" quando a banda foi reformada. Depois de sair do Adolescents em 1987, Tony entrou para o Flower Leperds. Tony também tem feito participações como vocalista em apresentações do White Flag e Fu Manchu, France's Burning Heads e Half Astro.
Em 2001, Tony se juntou novamente com os membros originais do Adolescents para uma turnê de comemoração dos 20 anos do lançamento do album auto-intitulado. Continuaram com a turnê mundo afora e fizeram um álbum de estúdio em 2005 chamado OC Confidential. Desde 2007, o Adolescents trabalharam no seu terceiro álbum de estúdio, The Fastest Kid Alive até que foi lançado em 2011. O grupo recebeu um premio de melhor banda punk do OC Music Awards em 2010 e 2012. Em 2003 firan eleitos a melhor banda de Orange County de todos os tempos pela OC Weekly. Em 2012 começaram a fazer um EP de 4 músicas chamado "American Dogs in Europe" para a gravadora alemã Concrete Jungle.
Tony has a career in teaching, and for a period taught special education. He is a vocal advocate for the rights of people with autism and Asperger's Syndrome, as well as for music and fine arts in education. He has done numerous benefits to raise money for these interest groups, including benefit shows for the Silverlake Music Conservatory, and submitting a track for "Brats on the Beat" for St. Jude Children's Research Hospital.
In his spare time, Tony writes poetry that has been described as being "hilarious or heartbreaking"; a notable poetry reading was at the Parlour Club in Santa Monica on April 21, 2002. Tony was invited to read by poet Lydia Lunch and photographer/artist Steve Martinez. His poetry, most of which is unpublished, spans some 30+ years.
Tony já escreveu para diversas revistas, mais notavelmente Flipside, "Maximum Rock and Roll", e Loud, Fast, Rules. Suas entrevistas com as bandas Manic hispânicos, Electric Frankenstein, e o Lee Harvey Oswald Band estão entre as primeiras entrevistas impressas dessas bandas. Ele também fez vários encartes de discos, incluindo encartes para as versões do Adolescente "Live 1981 and 1986" e "Naughty Women in Black Sweaters", Abandoned "LAMF", "Gabba Gabba Hey", "Blitzkrieg Over You" e "Beach Blvd.".